# Eva Zamrazilová
Eva Zamrazilová (* 8. května 1961 Praha) je česká ekonomka, od července 2022 viceguvernérka ČNB, v letech 2008 až 2014 a opět od roku 2022 členka bankovní rady ČNB. Od ledna 2018 do června 2022 předsedala Národní rozpočtové radě, v letech 2014 až 2018 působila jako hlavní ekonomka České bankovní asociace.

## Život
Vystudovala Národohospodářskou fakultu Vysoké školy ekonomické v Praze (získala tak titul Ing.). Později si ještě doplnila vzdělání doktorským studiem na Katedře statistiky NF VŠE v Praze (promovala v roce 1990 a obdržela titul CSc.).
Následně vyučovala teorii statistiky a ekonomickou statistiku na VŠE v Praze, pracovala jako vědecký pracovník v Ústavu prognózování VŠE v Praze. Působila také v Ekonomickém ústavu Československé akademie věd a ve Výzkumném ústavu práce a sociálních věcí.
V 90. letech 20. století se podílela na řadě studií, které se věnovaly transformaci české ekonomiky, absolvovala rovněž krátkodobé stáže v zahraničí. Od roku 1994 pracovala na makroekonomických analýzách a prognózách v týmu hlavního ekonoma Komerční banky.
Byla členkou vědeckého grémia České bankovní asociace, je členkou předsednictva České společnosti ekonomické. Na Vysoké škole ekonomie a managementu přednáší makroekonomickou analýzu, publikuje v domácím i zahraničním odborném tisku. Od roku 2020 je členkou akademické rady AMBIS vysoké školy.
V únoru 2008 ji prezident Václav Klaus jmenoval členkou bankovní rady České národní banky, funkce se ujala dne 1. března 2008. Mandát jí vypršel 28. února 2014. Od srpna 2014 se stala hlavní ekonomkou České bankovní asociace. Na podzim 2017 ji vláda navrhla na pozici předsedkyně nově vznikající Národní rozpočtové rady. Funkce se ujala v lednu 2018. Ve funkci skončila v červnu 2022.
Dne 8. června 2022 ji prezident ČR Miloš Zeman jmenoval viceguvernérkou České národní banky a členkou její bankovní rady s účinností od 1. července 2022.
Eva Zamrazilová je vdaná a má tři děti.

## Politické působení
Eva Zamrazilová není politicky aktivní. V roce 2014 kandidovala z pozice nestraničky ve volbách do Evropského parlamentu (3. místo kandidátky ODS). Straně ODS však nakonec po volebním zisku 7,67 procenta hlasů připadly pouze dva mandáty, proto se členkou Evropského parlamentu nestala.